# L'Orphelin
Pour l’article ayant un titre homophone, voir Lorphelin.
L’Orphelin est une nouvelle de Guy de Maupassant, parue en 1883.

## Historique
L’Orphelin est initialement publiée dans la revue Le Gaulois du 15 juin 1883, puis dans le recueil posthume Le Père Milon en 1899.

## Résumé
Mlle Source, trente-six ans, défigurée depuis toujours, et donc vieille fille, avait adopté le bébé d’une voisine morte en couches pour s’assurer un soutien sur ses vieux jours. C’est un petit garçon tranquille et choyé par celle qu’il appelle ma tante. Pourtant son caractère change à l’adolescence, il se plonge dans la lecture, ne répond plus aux questions et il se met à la fixer à tout moment.
Mlle Source a de plus en plus peur de lui et de son regard, elle s’en ouvre à des tantes et projette de déménager seule. Un soir elle se fait égorger et est retrouvée dans un fossé. On arrête l’orphelin, il est acquitté. Tout le monde l'a mis à l’index, mais il a su avec le temps et sa bonne humeur, regagner les cœurs. Il est maintenant le maire du village.

## Éditions
- L’Orphelin, dans Maupassant, Contes et Nouvelles, texte établi et annoté par Louis Forestier, éditions Gallimard, Bibliothèque de la Pléiade, 1974  (ISBN 978 2 07 010805 3).